# Сухоборка
Сухобо́рка (рос. Сухоборка) — селище у складі Слободського району Кіровської області, Росія. Входить до складу Озерницького сільського поселення.
Населення становить 357 осіб (2010, 516 у 2002).
Національний склад станом на 2002 рік — росіяни 96 %.